# Bruno de Querfurt
Bruno de Querfurt (em latim: Bruno Magdeburgensis; em alemão:  Brun), conhecido também como Bonifácio, um bispo missionário e mártir cristão que foi decapitado perto da fronteira entre a Rússia de Kiev e a Lituânia enquanto pregava o cristianismo. É venerado como santo e conhecido como "Segundo Apóstolo dos Prussianos".

## Biografia

### Primeiros anos
Bruno era de uma família nobre de Querfurt, na região moderna da Saxônia-Anhalt, na Alemanha, e acredita-se que tenha sido parente de Otão III. Aos seis anos, foi enviado para ser educado em Magdeburgo, a sé de Adalberto de Magdeburgo, o professor e homônimo de Santo Adalberto. Ainda jovem, tornou-se cônego da Catedral de Magdeburgo e Otão, então com quinze anos, fê-lo membro de sua corte. Quando Bruno estava em Roma para a coroação imperial de Otão, encontrou-se com Santo Adalberto, o "Primeiro Apóstolo dos Prussianos", que morreria mártir um ano depois, um encontro que inspirou Bruno a escrever uma biografia de Santo Adalberto quando chegou ao então recém-cristianizado e consolidado Reino da Hungria. Bruno passou um longo tempo no mosteiro onde Adalberto havia se tornado monge e provavelmente onde o abade João Canapário escreveu também uma "Vida" de Santo Adalberto. Depois, Bruno mudou-se para um mosteiro perto de Ravena, fundado por Otão, e passou por um duro treinamento ascético ministrado por São Romualdo.

### Vida missionária
Otão III queria fundar um mosteiro entre o Elba e o Oder (em algum lugar nas terras pagãs que tornar-se-iam Brandenburgo ou a Pomerânia ocidental) para ajudar a converter a população local ao cristianismo. Em 1003, o papa Silvestre II nomeou Bruno, aos 33, o responsável pela missão entre os pagãos da Europa Oriental. Por causa de um conflito entre o imperador Henrique II e o duque Boleslau I da Polônia, os planos de Bruno foram frustrados e ele seguiu para a Hungria, onde se estabeleceu. Lá, visitou os lugares que Santo Adalberto havia passado. Bruno tentou ainda conseguir Ahtum, o duque de Banat, que estava na jurisdição do patriarca de Constantinopla para a do bispo de Roma, mas a tentativa acabou provocando uma grande controvérsia e levou à oposição organizada dos monges locais contra ele. Bruno decidiu então deixar a região assim que terminou seu primeiro livro, a famosa "Vida de Santo Adalberto", um dos mais importantes relatos da conversão (na época, recente) dos húngaros.
Depois deste fracasso diplomático, Bruno seguiu para Kiev, onde o grão-príncipe Vladimir I deu-lhe autorização para tentar converter os pechenegues, povos túrquicos semi-nômades que viviam entre o Danúbio e o Don. Passou cinco meses lá e batizou cerca de 30 adultos, ajudando a firmar um tratado de paz entre pechenegues e russos.
Antes de partir para a Polônia, Bruno consagrou um bispo para os pechenegues. Lá, consagrou o primeiro bispo da Suécia e, acredita-se, enviou emissários para batizar o rei da Suécia, cuja mãe era polonesa. Foi nesta época que Bruno coletou relatos de testemunhas e escreveu uma história de seu amigo Bento e seus quatro companheiros, os "Cinco Irmãos Mártires".

### Missão à Prússia e morte
No final de 1088, Bruno e dezoito companheiros partiram para fundar uma missão entre os prussianos. Conseguiram converter Netimer, um "rei dos lituanos", e viajaram para o oriente, provavelmente na direção da Sudóvia, uma região prussiana subordinada na época à Rússia de Kiev perto da fronteira da Prússia, Kiev e do Ducado da Lituânia.
Bruno foi decapitado em 14 de fevereiro de 1009 e a maior parte de seus companheiros foram enforcados por Zebeden, irmão do recém-convertido Netimer. O duque Boleslau, o Bravo, levou os corpos de volta para Polônia. Os "Anais de Magdeburgo", a "Crônica" de Dietmar de Merseburgo, várias obras de bispos de Magdeburgo, os "Anais de Quedlimburgo" e muitas outras obras escritas entre os séculos XI e XV relatam esta mesma história.
Logo depois de morrer, Bruno e seus companheiros passaram a ser venerados como mártires e Bruno foi logo canonização.